# Lluís I de Borbó-Condé
Lluís I de Borbó-Condé, príncep de Condé (Vendôme, 1530 - Jarnac, 1569). Primer príncep de Condé i cap de la Casa de Condé (1530 - 1818). Fou membre del partit hugonot arran de la seva conversió al protestantisme, i va morir en la batalla de Jarnac durant la tercera guerra de religió a França.